# Édouard Lavalleye
Édouard Lavalleye, né le 17 avril 1811 à Liège, où il meurt le 18 septembre 1869, est un historien, archéologue et bibliophile belge. Il est aussi professeur d'archéologie et d'histoire de l'art à l'Académie royale des beaux-arts de Liège de 1852 à 1868.

## Biographie
Né le 17 avril 1811 à Liège,,, Philippe François Édouard Lavalleye est le fils de Jean-Nicolas Lavalleye (1788-1854) et de Catherine Jeanne Françoise Streel (1789-1860). Il épouse Marie Élisabeth Lambert (1814-1872), avec qui il a plusieurs enfants dont Nicolas Marie Édouard (1836-1895) et Catherine Marie Antoinette en 1837.
En novembre 1835, il commence sa carrière dans l'enseignement en tant qu'agrégé à l'université de Liège où il est chargé des cours d'histoire de la principauté de Liège et d'histoire du duché de Limbourg,. Vers 1842, il démissionne et s'installe pendant plusieurs années en France, où il va collaborer avec l'historien Jules Michelet,. Au décès d'Eugène Laurent Renard en 1852, il revient à Liège pour y reprendre les cours d'archéologie et d'histoire de l'art à l'Académie royale des beaux-arts,. Il est officialisé dans ses nouvelles fonctions le 1er juin 1853 par le conseil communal de Liège et l'arrêté royal correspondant.
Il est aussi membre correspondant de l'Institut archéologique liégeois, de l'Institut archéologique du Luxembourg et des Sociétés historiques et littéraires du Limbourg et de Tournai. Grand bibliophile, il possède une collection précieuse de livres, de brochures et de manuscrits sur l'histoire de Liège qui « doit malheureusement être dispersée » et « défraie plusieurs ventes, dont les catalogues sont aujourd'hui très recherchés »,. Il est remplacé à l'Académie en octobre 1868 par Camille Renard,, l'un des fils de son prédécesseur Eugène Laurent Renard, et il passe ses derniers jours « paisiblement, dans une retraite studieuse ».
Il décède à Liège des suites « d'une longue et cruelle maladie » le 18 septembre 1869,,.

## Publications
Édouard Lavalleye est également l'auteur de divers articles de journaux, entre autres dans la Gazette de Liége, et de plusieurs notices dans la Biographie universelle.
- Notice sur le Pont des Arches, Liège, N. Redouté, 1835 (OCLC 1029582258)
- Petite dissertation sur la liste des chanoines de la cathédrale de Saint-Lambert, à Liége, en 1131, Liège, N. Redouté, 1839, 22 p. (OCLC 1445709590)
- Église Saint Jacques : Notice historique, Liège, D. Avanzo, 1845, 20 p. (OCLC 1415488779)
- La Fête-Dieu, sainte Julienne et l'Église Saint-Martin à Liège, Liège, Dessain, 1846 (OCLC 421777254)
- Le Vieux Liège : Ses monuments religieux et civils, ses rues, ses métiers, ses bonnes villes, etc. (Statistique rétrospective, publiée au profit de la Société de St-Vincent de Paul), Liège, J. Demarteau, 1857, 142 p. (OCLC 1009583975)
- Essais de biographies musicales liégeoise : Les Hamal (Extrait de l'Annuaire de la Société libre d'émulation), Liège, F. Renard, 1860 (OCLC 1032385370)